# Apocalyptica
Apocalyptica är en musikgrupp från Helsingfors som spelar instrumental hårdrock på cello, och som sedan 2003 även har en trumslagare. Debutalbumet Apocalyptica Plays Metallica by Four Cellos gavs ut 1996. Albumet 7th Symphony släpptes i augusti 2010.

## Historia
Apocalyptica bestod från början av Eicca Toppinen, Paavo Lötjönen, Antero Manninen och Max Lilja. Antero Manninen ersattes 1999 av Perttu Kivilaakso. 2002 lämnade Max Lilja gruppen. Trummisen Mikko Sirén är medlem sedan 2005.
Gruppen debuterade 1996 med coveralbumet Apocalyptica Plays Metallica by Four Cellos. Även deras andra album Inquisition symphony bestod till stor del av covers. Förutom fyra egenkomponerade låtar gjordes här covers på Metallica, Sepultura, Pantera och Faith No More.
Tredje albumet Cult innehöll till största delen egenkomponerat material, och förutom två covers av Metallica även ett klassiskt stycke; Hall of the Mountain King (I bergakungens sal) av Edvard Grieg (även denna låt innehåller en del av Metallicas låt "The Four Horsemen"). Ljudbilden hade här kompletterats med kontrabas och små inslag av percussion. Två singlar släpptes från detta album, "Path" och "Hope". Till skillnad från albumversionerna av dessa låtar innehöll singlarna sång. På Path vol.2 stod Sandra Nasic från Guano Apes för text och sång, medan Matthias Sayer från Farmer Boys gjorde detta på Hope vol.2 som även innehöll två Slayer-covers. Specialutgåvan Cult -Special Edition hade en bonusskiva med singlarna, samt tre livespår.
På fjärde albumet Reflections hade Apocalyptica reducerats från kvartett till trio då Max Lilja lämnat gruppen. Ljudet förändrades här en hel del, kanske framförallt då gruppen gästades av trummisen Dave Lombardo från Slayer. Som tidigare var albumet instrumentalt, medan singlarna hade sång. Faraway vol.2 sjöngs av Linda Sundblad från Lambretta. Singeln Seemann (Rammstein-cover) sjöngs av Nina Hagen.
Då Dave Lombardo inte kunde turnera med dem från början av Reflections-turnén, kallade Apocalyptica in trummisen Mikko Sirén som numera är officiell medlem i bandet.
Det självbetitlade femte albumet från 2005 gästades av sångarna Ville Valo från HIM och Lauri Ylönen från The Rasmus.
I juni 2006 utgavs Amplified, ett dubbelalbum som innehåller spår från de äldre plattorna men också några nya låtar. På Repressed sjunger Matthew Tuck från Bullet For My Valentine och Max Cavalera (tidigare bland annat i Sepultura och Soulfly). En konsert-dvd, The Life Burns Tour kom också 2006.
Apocalyptica uppträdde med ett pausframträdande i Eurovision Song Contest 2007 i Helsingfors. I mitten av september 2007 utgavs albumet Worlds Collide. Den första singeln, "I'm not Jesus" med Slipknot-/Stone Sour-sångaren Corey Taylor släpptes 31 augusti. På den efterföljande turnén spelade bandet två gånger i Sverige, först på Fryshuset i Stockholm den 19 september, och sedan på Kulturbolaget i Malmö den 20 september.
Apocalypticas sjunde album, "7th Symphony", gavs ut 23 augusti 2010. Första singeln, "End of Me", med sångaren Gavin Rossdale från brittiska bandet Bush, släpptes i juni samma år. Den 2 juli publicerades även en video till End of Me.

## Medlemmar

### Nuvarande medlemmar
- Paavo Lötjönen – cello (1993– )
- Eicca Toppinen – cello, keyboard (1993– )
- Perttu Kivilaakso – cello (1999– )
- Mikko Sirén – trummor, keyboard, kontrabas (2005– )

### Tidigare medlemmar
- Max Lilja – cello (1993–2002)
- Antero Manninen – cello (1993–1999)
- Sami Kuoppamäki – trummor (2003–2006)
- Franky Perez – sång (2014–2016)

### Turnerande medlemmar
- Perttu Kivilaakso – cello (1996–1999)
- Antero Manninen – cello (2002–2009)
- Mikko Sirén – trummor (2003–2005)
- Johnny Andrews – sång (2008)
- Adam Gontier – sång (2008)
- Toryn Green – sång (2008)
- Cristina Scabbia – sång (2008)
- Tony Kakko – sång (2008)
- Tipe Johnson – sång (2009–2012)
- Kyo (Tooru Nishimura) – sång (2010)
- Lauri Kankkunen – cello (2019–)

### Gästmusiker
- Adam Gontier, från Three Days Grace ("I Don't Care")
- Brent Smith från Shinedown ("Not Strong Enough")
- Corey Taylor från Stone Sour/Slipknot ("I'm not Jesus")
- Cristina Scabbia från Lacuna Coil ("SOS (Anything But Love)")
- Dave Lombardo från Slayer ("Last Hope", "2010")
- Emmanuelle Monet från Dolly (musikgrupp) ("En Vie")
- Gavin Rossdale från Bush ("End of Me")
- Joseph Duplantier från Gojira ("Bring Them to Light")
- Lacey Mosley från Flyleaf ("Broken Pieces")
- Lauri Ylönen från The Rasmus ("Life Burns!", "Bittersweet")
- Linda Sundblad tidigare Lambretta ("Faraway Vol.2")
- Marta Jandová från Die Happy ("Wie Weit/How Far")
- Mats Levén från Therion, Krux ("SOS", "I don't care")
- Matthew Tuck från Bullet For My Valentine ("Repressed")
- Matthias Sayer från Farmer Boys ("Hope Vol.2")
- Max Cavalera från Soulfly, ex-Sepultura ("Repressed")
- Nina Hagen ("Seemann")
- Sandra Nasic från Guano Apes ("Path Vol.2")
- Till Lindemann från Rammstein ("Helden")
- Tomoyasu Hotei ("Grace")
- Ville Valo från HIM ("Bittersweet")

## Diskografi

### Studioalbum
- 1996: Plays Metallica by Four Cellos
- 1998: Inquisition Symphony
- 2000: Cult
- 2003: Reflections
- 2005: Apocalyptica
- 2007: Worlds Collide
- 2010: 7th Symphony
- 2015: Shadowmaker
- 2020: Cell-0
- 2024: Plays Metallica Vol. 2

### Livealbum
- 2013: Wagner Reloaded (Apocalyptica & The MDR Symphony Orchestra)

### EP
- 2001: Path
- 2019: Aquarela (Original Motion Picture Soundtrack)

### Singlar
- 1996: "Oh Holy Night" / "Little Drummer Boy"
- 1996: "Enter Sandman"
- 1996: "The Unforgiven"
- 1998: "Harmageddon"
- 1998: "Nothing Else Matters"
- 2003: "Path"
- 2001: "Path vol.2" (med Sandra Nasic)
- 2002: "Hope vol.2" (med Matthias Sayer)
- 2003: "Somewhere Around Nothing"
- 2003: "Faraway vol. 2" (med Linda Sundblad)
- 2003: "Seemann" (med Nina Hagen)
- 2004: "Bittersweet" (med Ville Valo & Lauri Ylönen)
- 2005: "Life Burns!" (med Lauri Ylönen)
- 2005: "Wie weit" (med Marta Jandová)
- 2005: "How Far" (med Marta Jandová)
- 2006: "Repressed" (med Max Cavalera & Matthew Tuck)
- 2007: "I'm Not Jesus" (med Corey Taylor)
- 2008: "SOS (Anything but Love)" (med Cristina Scabbia)
- 2008: "I Don't Care"
- 2010: "End of Me" (med Gavin Rossdale)
- 2010: "Broken Pieces"
- 2011: "Not Strong Enough" (med Doug Robb)
- 2013: "Psalm"
- 2014: "Angry Birds Theme"
- 2014: "Shadowmaker"
- 2015: "Shadowmaker" / "Bring Them to Light (live 2011)"
- 2016: "House of Chains (Kevin Churko mix)"
- 2019: "Me melkein kuoltiin"
- 2019: "Fields of Verdun"
- 2019: "Ashes of the Modern World"

### Samlingsalbum
- 2002: Best of Apocalyptica
- 2003: Collectors Box Set
- 2006: Amplified: A Decade of Reinventing the Cello
- 2015: Sin in Justice

### Annat
- 2001: Cult - Special Edition (2CD)
- 2003: Reflections revised (CD+DVD)
- 2010: MAG: S.V.E.R. (Original Soundtrack from the Video Game)
- 2011: The Sage, the Fool, the Sinner / Bring Them to Light (delad singel: Helloween / Apocalyptica)

### DVD
- 2001: Apocalyptica Live DVD
- 2003: Reflections Revised
- 2006: The Life Burns Tour